# Moon Baby
«Moon Baby» es la primera canción del disco Godsmack de la banda homónima. También aparece en el demo que ellos mismos lanzaron al mercado, llamado All Wound Up. Esta canción es muy famosa, y es raro el concierto en el que Godsmack no la interprete, ya que su energía y agresividad hacen que sea una de las más conocidas.
Esta canción es de un estilo entre hard rock y nü metal. Se caracteriza por tener dos partes, una más lenta y agresiva en cuanto a la voz y la segunda es más rápida, apenas hay voces, excepto en los conciertos en directo, donde Sully Erna demuestra su amplio repertorio de gritos.

## Formación
- Sully Erna - Voz, guitarra rítmica, batería.
- Tony Rombola - Guitarra solista.
- Robbie Merill - Bajo.

- Datos: Q6023423